# Édouard Cissé
Édouard Leopold Cissé, mais conhecido como Cissé (Pau, 30 de março de 1978), é um ex-futebolista francês que atuava como volante.

## Títulos
Paris Saint-Germain
- Copa da Liga Francesa: 1997-98
- Copa Intertoto da UEFA: 2001
- Copa da França: 2005-06

Beşiktaş
- Copa da Turquia: 2008-09
- Campeonato Turco: 2008-09

Olympique de Marseille
- Copa da Liga Francesa: 2009-10 e 2010-11
- Campeonato Francês: 2009-10
- Supercopa da França: 2010